# Конгрес српског уједињења
Конгрес српског уједињења (енгл. Serbian Unity Congress, скраћено КСУ) је непрофитна међународна организација која окупља Србе и пријатеље Срба у дијаспори посвећене очувању и континуитету српског наслеђа. 
Основана је 1990. године као одговор на историјске промене које су се дешавале у тадашњој Социјалистичкој Федеративној Републици Југославији. Дугорочни циљ организације је да допринесе демократизацији и развоју српских територија.
Конгрес српског уједињења је имао ефективан утицај на позитивне промене које су се десиле у јавном мњењу, политици и медијима у односу на српски народ у свету, због јаког и јединственог наступа и представља најзначајнију српску организацију. 

## Циљеви КСУ
Основни циљеви су:
- Да подстиче и негује српско наслеђе, културу и идентитет код Срба у дијаспори;
- Да окупља таленте, искуства и способности свих Срба из дијаспоре и њихових пријатеља како би се помогле економске, друштвене, културне и остале позитивне промене у правцу слободног демократског система и моралног друштва у српским земљама;
- Да информише јавно мњење и кључне политичке лидере у свету о правим циљевима и тежњама српског народа, као и да ради на поновном успостављању доброг српског имена које је немилосрдно оклеветано током протекле деценије.